# 橋本明雄
橋本 明雄（はしもと あきお、1993年2月17日 - ）は、大阪府箕面市出身のハンドボール選手。日本ハンドボールリーグのジークスター東京所属。

## 経歴
2014年12月に日本ハンドボールリーグの豊田合成へ加入。2014-15年シーズンの2015年2月1日に行われた大崎電気戦で初出場し、2得点を記録した。
2015-16年シーズンは67得点を挙げ、シュート率はリーグ1位の.736を記録し、最優秀新人賞を獲得した。シーズン終了後には第23回世界学生選手権の日本代表U-24に選出された。
2018-19年シーズンは初のベストセブン賞を受賞。

## 詳細情報

### 年度別成績
| 年       | チーム   | 試合 | フィールド 得点 | 率   | 7m  | 合計    | 警告 | 退場 | 失格 |
| -------- | -------- | ---- | --------------- | ---- | --- | ------- | ---- | ---- | ---- |
| 2014-15  | 豊田合成 | 3    | 3/8             | .375 | 0/0 | 3/8     | 0    | 0    | 0    |
| 2015-16  | 豊田合成 | 16   | 67/91           | .736 | 0/0 | 67/91   | 4    | 5    | 0    |
| 2016-17  | 豊田合成 | 16   | 51/75           | .680 | 0/0 | 51/75   | 6    | 8    | 0    |
| 2017-18  | 豊田合成 | 24   | 82/120          | .683 | 0/0 | 82/120  | 4    | 7    | 0    |
| 2018-19  | 豊田合成 | 24   | 95/125          | .760 | 0/0 | 95/125  | 9    | 11   | 1    |
| JHL：5年 | JHL：5年 | 83   | 298/419         | .711 | 0/0 | 298/419 | 23   | 31   | 1    |

- 各年度の太字はリーグ最高

### JHLプレーオフ
| 年      | チーム   | 試合                       | フィールド 得点 | 率    | 7m  | 合計 | 警告 | 退場 | 失格 |
| ------- | -------- | -------------------------- | --------------- | ----- | --- | ---- | ---- | ---- | ---- |
| 2017-18 | 豊田合成 | 大同特殊鋼戦 (1stステージ) | 3/5             | .600  | 0/0 | 3/5  | 0    | 0    | 0    |
| 2018-19 | 豊田合成 | トヨタ車体戦 (2ndステージ) | 6/6             | 1.000 | 0/0 | 6/6  | 0    | 1    | 0    |

### タイトル・表彰

#### 日本ハンドボールリーグ
- ベストセブン賞：1回 (2018年)
- 最優秀新人賞 (2015年)
- シュート率賞：1回 (2015年)

#### 社会人選手権
- ベストセブン：1回 (2019年)

### 記録

#### 日本ハンドボールリーグ
- 初得点：2015年2月1日、対大崎電気戦（ブラザー体育館）[2]
- 50試合連続得点：2017年12月10日、対トヨタ自動車東日本戦（西条市総合体育館）[6]

### 背番号
- 23 (2014年 - )